# Пальчево (Куявсько-Поморське воєводство)
Пальчево (пол. Palczewo) — село в Польщі, у гміні Пйотркув-Куявський Радзейовського повіту Куявсько-Поморського воєводства.
Населення — 134 особи (2011).
У 1975-1998 роках село належало до Влоцлавського воєводства.

## Демографія
Демографічна структура станом на 31 березня 2011 року:
|          | Загалом | Допрацездатний вік | Працездатний вік | Постпрацездатний вік |
| -------- | ------- | ------------------ | ---------------- | -------------------- |
| Чоловіки | 62      | 9                  | 51               | 2                    |
| Жінки    | 72      | 19                 | 42               | 11                   |
| Разом    | 134     | 28                 | 93               | 13                   |